# Rosensee
De Rosensee is een stuwmeer op de Schwentine in de Holsteinische Schweiz in de Duitse deelstaat Sleeswijk-Holstein, in de buurt van Schwentinental.

## Geschiedenis
Het meer ontstond door het afdammen van de Schwentine ten behoeve van de in 1908 opgerichte Schwentine Wasserkraftwerke, en is thans een belangrijk bestanddeel van het Landschapspark Schwentine. Hiervoor moest ondernemer Bernhard Howaldt landerijen langs de rivier en delen van de landerijen van graaf Rantzau en van het Klooster Preetz opkopen. 
Door de -thans als monument geklasseerde- waterkrachtcentrales Oppendorfer Mühle en Rastorfer Mühle werd Raisdorf in het jaar 1904 al van elektriciteit voorzien. De centrales worden thans uitgebaat en onderhouden door de Kieler Stadtwerken.